# Krznar
Krznar (uradno izdelovalec krznenih oblačil) je obrtnik, ki se ukvarja s predelavo krznenih polizdelkov (obdelano živalsko krzno in usnje) v oblačila in pokrivala.
Krznarski ceh je najstarejši obrtniški ceh na ozemlju sedanje Slovenije, saj je bil kot prvi obrtni ceh ustanovljen leta 1370 v Ljubljani.
V zadnjih letih je število krznarjev v Sloveniji v nenehnem upadanju.

## Mojstri
Od leta 2001, ko je Obrtna zbornica Slovenije uvedla sistem dualnega izobraževanja (mojstrski izpit) in naziv »mojster izdelovalec krznenih oblačil«, so do danes prejeli ta naziv le trije krznarji:
- Franc Kocjančič (2002)
- Željko Šeško (2002)
- Mojca Kocjančič (2004)